# Perdita pectoralis
Perdita pectoralis är en biart som beskrevs av Timberlake 1968. Perdita pectoralis ingår i släktet Perdita och familjen grävbin. Inga underarter finns listade i Catalogue of Life.